# Klaviertrio Nr. 1 (Schubert)
Das Trio No. 1 in B-Dur für Klavier, Geige und Cello, D. 898, ist ein Spätwerk von Franz Schubert: Die Arbeit daran begann 1827; im folgenden Todesjahr des Komponisten wurde sie abgeschlossen. Die Uraufführung fand am 28. Januar 1828 bei einer privaten „Schubertiade“ bei Joseph von Spaun statt, mit dem Komponisten am Klavier, Ignaz Schuppanzigh (Violine) sowie Joseph Linke (Cello). Erst 1836, acht Jahre nach Schuberts Tod, wurde das Werk als Schuberts Opus 99 von Anton Diabelli gedruckt. Wie Schuberts Klaviertrio No. 2 ist  es sehr lang, mit einer typischen Aufführungsdauer von etwa 40 Minuten.

## Gliederung
Das Werk besteht aus vier Sätzen:

### 1. Satz
- Allegro moderato

Sonatenform mit zwei Themen, das erste in B-Dur (4/4-Takt), das zweite in F-Dur. Die Durchführung ist sehr modulatorisch gehalten und durchläuft die Tonarten E-Dur und F-Dur.

### 2. Satz
- Andante un poco mosso

Das Thema (Es-Dur, 6/8-Takt) wird vom Cello eingeführt, anschließend von der Violine übernommen und schließlich vom Klavier aufgegriffen. Der Mittelteil ist in C-Dur gehalten, mit synkopiertem Rhythmus und schnellen Läufen.

### 3. Satz
- Scherzo.  Allegro

Der Satz (erneut in B-Dur, 3/4-Takt) ist in der klassischen Form eines Menuetts verfasst, wobei der Trio-Teil einem langsamen Walzer entspricht. Das Hauptthema des letzten Satzes entspricht einem der Schubert’schen Lieder.

### 4. Satz
- Rondo.  Allegro vivace

2/4-Takt

## Diskographie
- Leonard Rose, Isaac Stern und Eugene Istomin, 1964.
- Trio Dali, (Jack Liebeck, Violine; Christian-Pierre La Marca, Violoncello; Amandine Savary, Klavier), 2011.